# Prix Ampère de l'Électricité de France
Le prix Ampère de l'Électricité de France est un prix scientifique décerné tous les ans par l’Académie des sciences.

## Historique
Fondé en 1974 par Électricité de France en l’honneur d’André-Marie Ampère, dont le 200e anniversaire de la naissance a été célébré en 1975, il récompense un ou plusieurs savants français pour un travail de recherche remarquable dans le domaine des mathématiques ou de la physique. Son montant est de 50 000 €.

## Lauréats
- 1974 : Jean Brossel
- 1975 : André Lagarrigue
- 1976 : Jacques Dixmier
- 1977 : Pierre-Gilles de Gennes
- 1978 : Pierre Cartier
- 1979 : Claude Cohen-Tannoudji
- 1980 : Alain Connes
- 1981 : Édouard Brézin, Jean Zinn-Justin
- 1982 : Paul-André Meyer
- 1983 : Claude Bouchiat, Marie-Anne Bouchiat et Lionel Pottier
- 1984 : Daniel Kastler
- 1985 : Haïm Brezis
- 1986 : Georges Slodzian (de)
- 1987 : Michel Raynaud
- 1988 : Jules Horowitz
- 1989 : Adrien Douady
- 1990 : Jean-Michel Bismut
- 1991 : Michel Devoret et Daniel Esteve
- 1992 : Pierre-Louis Lions
- 1993 : Christophe Soulé
- 1994 : François David
- 1995 : Claude Itzykson
- 1996 : Cyrano de Dominicis (de) et Marc Mézard
- 1997 : Michèle Vergne
- 1998 : Michel Brune et Jean-Michel Raimond
- 1999 : Yves Colin de Verdière
- 2000 : Pierre Suquet
- 2001 : Bernard Derrida
- 2002 : Massimo Salvatores
- 2003 : Gilles Lebeau
- 2004, 2005, 2006 : prix non décerné
- 2007 : Alfred Vidal-Madjar
- 2008 : Gérard Iooss
- 2009 : Ian Campbell
- 2010 : Nicolas Nikolski
- 2011 : Daniel Maystre
- 2012 : Jean-Marc Chomaz
- 2013 : Arnaud Beauville
- 2014 : Gilles Chabrier
- 2015 : Michel Fliess
- 2016 : Alain Brillet[2]
- 2017 : Jean-François Joanny[3]
- 2018 : Frank Merle
- 2019 : Jacqueline Bloch[4]
- 2020 : Guy David[5]
- 2021 : Equipe géodynamo d'ISTerre
- 2022 : Yann Brenier
- 2023 : Philippe Grangier[6].
- 2024 : Xavier Pennec[7]